# 拉夫拉斯
拉夫拉斯（葡萄牙語發音：[ˈlavɾɐs]）是巴西米纳斯吉拉斯州的一个市镇。总面积564.495平方公里，总人口91333人，人口密度161.8人/平方公里。